# Zainah Anwar
Zainah Anwar est une militante féministe musulmane, née en 1954 dans l'état de Johor, en Malaisie. 
Fondatrice de l'organisation non-gouvernementale Sisters in Islam en 1987, elle participe ensuite en 2009 à la création de Musawah, mouvement international œuvrant pour l'égalité et la justice dans la famille musulmane.

## Biographie
Le père de Zainah Anwar, Anwar Abdul Malik (en)(1898-1998), est un homme politique malaisien, membre influent de l'Organisation nationale des Malais unis, parti ethnique nationaliste au pouvoir en Malaisie depuis l'indépendance en 1957. Sa grande sœur, Zarinah Anwar, a été présidente de la Securities Commission de Malaisie et son jeune frère, Ahmad Zakii Anwar (en), est un artiste reconnu. 
Après des études à l'Université Technologique MARA à Shah Alam en 1972 et des débuts en tant que journaliste au New Straits Times, elle part étudier à l'Université de Boston en 1978, puis à la Fletcher School of Law and Diplomacy (Medford, États-Unis) où elle se forme au droit international jusqu'en 1986.
À son retour en Malaisie, elle entre à l'Institut d’Études Stratégiques et Internationales, un think tank malaisien, avant de devenir, de 1991 à 1994, directrice de programme à la Division des Affaires Politiques du Commonwealth, à Londres.
Parallèlement, elle fonde en 1987 avec d'autres intellectuelles malaisiennes un mouvement féministe musulman qui prendra en 1990 le nom de Sisters in Islam et qu'elle dirigera pendant vingt ans. Le mouvement revendique tout à la fois son caractère féministe et son attachement au Coran, ne remettant pas en question la parole divine : « Ce [n’est] pas l’islam qui opprime les femmes, mais les interprétations biaisées du Coran, influencées par les valeurs culturelles d’une société patriarcale. Pendant la plus grande partie de l’histoire de l’islam, les réalités, les voix et les expériences des femmes ont été omises dans la lecture et l’interprétation du Texte. Ce silence des hommes a pendant longtemps été interprété comme étant le silence du Coran ».
En 2008, elle quitte son poste à la tête de Sisters in Islam, un départ qu'il a fallu trois ans à préparer[pas clair]. Devant la difficulté de trouver une remplaçante de stature équivalente, elle est remplacée par une équipe de quatre personnes. 
En 2009, elle participe à la création de Musawah (égalité, en arabe), mouvement international qui regroupe différentes formations féministes œuvrant pour l'égalité et la justice dans la famille musulmane.

## Prises de position diverses
Dans le cadre de Sisters in Islam, Zainah Anwar milite en faveur de réformes légales garantissant l'égalité homme/femme dans les institutions (notamment coranique) et dans la famille. Elle défend les droits des femmes sur le plan juridique, social et religieux.
Si l'objet de son activisme est spécifiquement la femme musulmane c'est que son féminisme s'exprime au nom de l'Islam, dans le cadre de l'Islam, et non en vertu de valeurs universelles : « Pour la plupart des femmes musulmanes, rejeter la religion est inenvisageable. Nous sommes des croyantes : en tant que croyante, nous voulons trouver la libération, la vérité et la justice dans notre propre foi. Nous avons la profonde conviction que nous avons le droit de reconquérir notre religion ».
Elle questionne également l'ijtihad (processus de déduction des lois à la lumière des sources religieuses) : « Pourquoi est-ce que tout-e-s les citoyen-ne-s ont le droit de parler des problèmes sociaux, économiques et politiques qui empiètent sur leur bien-être et sur leurs droits, mais lorsqu'il s'agit de religion, ils doivent être silencieux et en référer aux oulemas ? [...] L'expérience des autres, qui ont été traditionnellement exclus du processus d'interprétation, de définition et d'application de l'islam, doit être prise en compte. Le rôle des femmes, qui constituent la moitié de la oumma, doit être reconnu et inclus dans ce processus de dialogue et de mise au point de la politique et des lois ».
Politiquement, Zainah Anwar dénonce la dérive de l'UNMO qui, sous la pression de PAS (parti islamique), se lance dans une compétition à « qui-sera-le-plus-saint ». Pour ne pas être accusé de manque de légitimité religieuse, le parti majoritaire glisse vers un conservatisme moral et un durcissement des lois encadrant les libertés civiles. Ainsi, par exemple, sous la pression du PAS qui recommande la peine de mort pour apostasie, le gouvernement a durci sa loi encadrant la volonté d'abandonner la religion musulmane. Ce que dénonce Zainah Anwar, estimant avec d'autres musulmans libéraux qu'il n'y a aucun avantage à maintenir de force un non-croyant dans l'islam.

## Citations
« Les conservateurs aiment à soutenir que la religion est comme la médecine, c'est-à-dire qu'il faut un expert pour dispenser une opinion. [Mais] si le patient n'aime pas l'opinion ou le traitement du médecin, il est libre d'en consulter un autre. [...] Il ne sera pas, au mieux incarcéré, au pire condamné à mort. Pour gagner le respect et la fidélité de leurs patients, les meilleurs médecins se tiennent au courant des derniers développements de leurs spécialités, mais on ne peut pas en dire autant de beaucoup de ceux qui monopolisent le processus de prise de décision en religion. »